# Erdmute Alber

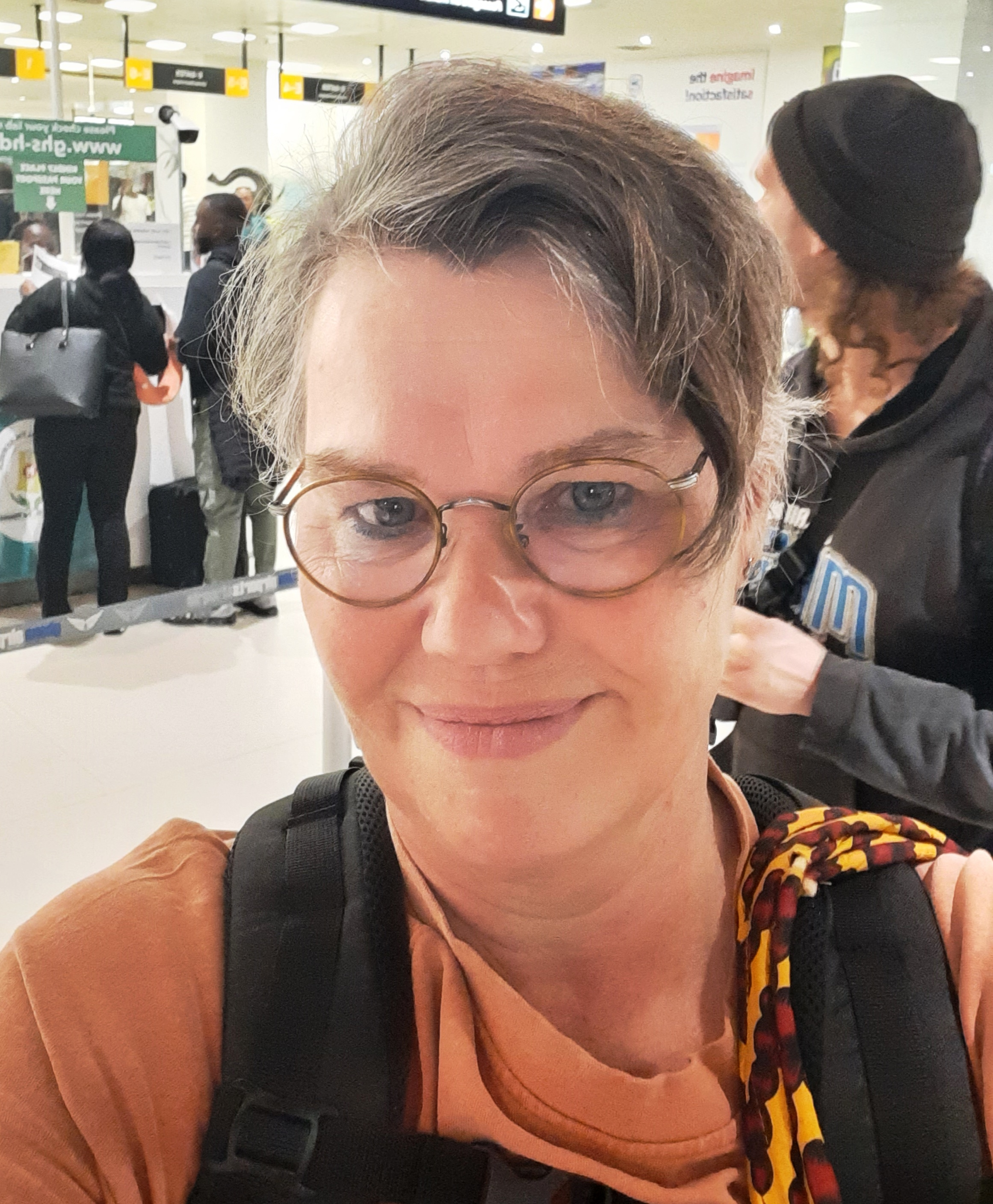
Erdmute Alber, 2023

Erdmute Alber (* 14. Juli 1963 in Hamburg) ist eine deutsche Ethnologin mit Forschungsschwerpunkten in Politik- und Verwandtschaftsethnologie. Seit 2010 ist sie Inhaberin des Lehrstuhls Sozialanthropologie an der Universität Bayreuth.

## Biographie

### Beruflicher Werdegang
Erdmute Alber studierte von 1983 bis 1990 Literaturwissenschaft, Spanisch und Geschichte an der Eberhard Karls Universität Tübingen und der Freien Universität Berlin. Nach Abschluss ihrer Magisterprüfung war sie von 1993 bis 2000 als wissenschaftliche Mitarbeiterin am Institut für Ethnologie der Freien Universität Berlin tätig, u. a. bei Georg Elwert. Während dieser Zeit promovierte sie 1997 zum Thema Transformationen von Macht und Herrschaft bei den Baatombu in Nordbenin (1900–1995). Ihre Dissertation wurde mit dem Forschungsförderpreis der Frobenius-Gesellschaft ausgezeichnet. In den Jahren 2001/02 war sie als wissenschaftliche Mitarbeiterin in dem von der DFG geförderten Projekt Soziale Elternschaft in West Afrika angestellt. 2002 bis 2007 erhielt sie eine Stelle als Juniorprofessorin für Ethnosoziologie an der Universität Bayreuth. 2007 wurde Alber für ihre herausragenden wissenschaftlichen Leistungen durch die Deutsche Forschungsgemeinschaft mit der Verleihung einer Heisenberg-Professur ausgezeichnet, die sie 2008/09 an der Universität Bayreuth antrat. Seit 2010 ist sie dort Inhaberin des Lehrstuhls für Sozialanthropologie. 2011/12 erhielt sie zudem ein Fellowship am Forschungskolleg Arbeit und Lebensalter an der Humboldt-Universität zu Berlin. Von 2018 bis 2021 war Alber Prodekanin für Forschung im Cluster ‚Africa Multiple‘ (Universität Bayreuth). Von 2019 bis 2021 war sie Direktorin der Bayreuth Academy of Advanced African Studies (Universität Bayreuth), zu dessen Gründungsmitgliedern sie auch zählt (2012–2019). Seit November 2022 ist sie Mitglied im Förderausschuss des KfW-Nachwuchspreises.

### Internationale Forschungen und Lehre
Ihre ersten Feldforschungen führte Erdmute Alber in Peru in den Jahren 1988 und 1989 durch. Darauf folgten seit 1991 regelmäßige Forschungsaufenthalte in Benin und in Togo (seit 2006). Seit 2013 beteiligt sie sich außerdem an dem Teilprojekt Afrikanische Mittelschichten im Aufbruch der Bayreuth Academy of Advanced African Studies in Kenia. Sie erhielt Lehraufträge am Historischen Seminar der Universität Zürich (Schweiz) und war 2009 als Gastprofessorin an der Radboud-Universität Nijmegen (Niederlande) tätig.

### Ämter und Funktionen
In den Jahren 2004 bis 2010 bekleidete Erdmute Alber zunächst für zwei Jahre das Amt der stellvertretenden Vorsitzenden, dann das Amt der Vorsitzenden der Sektion Sozialanthropologie und Entwicklungssoziologie der Deutschen Gesellschaft für Soziologie. Seit 2004 ist sie als Leitung des Vorauswahlausschusses und seit 2010 als Vertrauensdozentin des Evangelischen Studienwerks an der Universität Bayreuth tätig. Ebenfalls seit 2004 ist sie Vertrauensdozentin der Heinrich-Böll-Stiftung an der Universität Bayreuth. Sie ist Gründungsmitglied und Principal Investigator der Bayreuth International Graduate School of African Studies, wo sie außerdem 2007–09 Gleichstellungsbeauftragte und 2009–11 Vice Dean war. Seit 2012 ist sie Gründungsmitglied und Teilprojektleiterin der Academy of Advanced African Studies und seit 2012 Vorstandsmitglied der Vereinigung für Afrikawissenschaften in Deutschland (VAD), wo sie von 2012 bis 2014 stellvertretende Vorsitzende war. Seit 2013 ist sie Mitglied des Senats der Universität Bayreuth und seit 2016 Vizepräsidentin des Senats. Außerdem ist sie seit 2014 Mitglied des wissenschaftlichen Beirats des Zentrums Moderner Orient (Berlin). Von 2014 bis 2017 war sie als Mitglied in der Kommission für Selbstkontrolle in der Wissenschaft der Universität Bayreuth tätig. Von 1999 bis 2015 fungierte sie als Herausgeberin des Sociologus – Journal for Social Anthropology. Erdmute Alber war 2023 Fellow am 'Merian Institute for Advanced Studies in Africa' (MIASA) in Accra, der Universität von Ghana (Legon University).

## Forschungsgebiete
Erdmute Albers regionales Interesse lag zunächst im Andenraum. Seit 1991 befasst sie sich mit Westafrika, insbesondere mit der Republik Benin. Sie forscht und lebt periodisch seit über 25 Jahren in Westafrika. Ihr Forschungsinteresse gilt Prozessen gesellschaftlicher Veränderungen und die daraus resultierenden Dynamiken in Politik und Verwandtschaft. Im Mittelpunkt stehen zwei Forschungsfelder: die Anthropologie von Politik, Recht und Macht sowie die Anthropologie von Verwandtschaft, Familie und Kindheit. Von besonderem Interesse für sie sind Themen an der Schnittstelle beider Felder, etwa Familien- und Kindheitspolitiken, soziale Elternschaft oder der Kinderhandel.
Gegenwärtige konkrete Forschungsthemen sind Generationenbeziehungen, soziale Elternschaft und Adoption, neuere Verwandtschaftskonstruktionen, Geschwisterschaft, Fußballmigration und die Entstehung und Dynamik neuer Mittelschichten. Neben ihren eigenen Feldforschungen betreut und begleitet Erdmute Alber Feldforschungen in Togo, Ghana, Peru und Kenia. Albert ist seit 2021 Mitverantwortliche (zusammen mit Nikolaus Schareika) im laufenden DFG-Projekt „COVID-19 und nomadischer Pastoralismus im Kontext von Krise und Strukturreform in Benin: von lokalem Risikomanagement lernen“.

## Publikationen

### Monografien
- 2018 Transfers of Belonging. A Social History of Child Fostering in West Africa. Brill: Leiden, Boston
- 2014 Soziale Elternschaft im Wandel. Kindheit, Verwandtschaft und Zugehörigkeit in Westafrika. Berlin: Dietrich Reimer, ISBN 978-3-496-02868-0.
- 2000 Im Gewand von Herrschaft. Modalitäten der Macht bei den Baatombu (1895–1995).  Studien zur Kulturkunde Band 116. Köln: Rüdiger Köppe, ISBN 3-89645-211-8.
- 1999 Migración o movilidad en Huayopampa? Nuevos temas y tendencias en la discusión sobre la comunidad campesina en los Andes.  Lima: Instituto de Estudios Peruanos.
- 1990 Und wer zieht nach Huayopampa? Mobilität und Strukturwandel in einem peruanischen Andendorf.  Saarbrücken/Fort Lauderdale: Breitenbach, ISBN 3-88156-494-2.

### Sammelbände (Auswahl)
- 2023 The Politics of Making Kinship. Historical and Anthropological Perspectives. New York, Oxford: Berghahn Books (mit David Warren Sabean, Simon Teuscher und Tatjana Thelen)
- 2022 Politics and Kinship. A Reader. New York: Routledge (mit Tatjana Thelen)
- 2017 Reconnecting State and Kinship. University of Pennsylvania Press: Philadelphia (mit Tatjana Thelen)
- 2015 Anthropological Perspectives on Care. Work, Kinship and the Life Course. Palgrave MacMillan: New York. (mit Heike Drotbohm)
- 2013 The Anthropology of Sibling Relations – Shared Parentage, Experience and Exchange. New York: Palgrave MacMillan. (mit Cati Coe und Tatjana Thelen)
- 2013 Child Fostering in West Africa – new perspectives on theories and practices. Leiden/Boston: Brill. (mit Jeannett Martin und Catrien Notermans)
- 2010 Verwandtschaft heute.  Berlin: Dietrich Reimer. (mit Bettina Beer, Michael Schnegg und Julia Pauli)
- 2008 Generations in Africa. Connections and Conflict.  Berlin u. a.: lit. (mit Sjaak van der Geest und Susan Reynolds Whyte)

### Artikel und Bucheinträge (Auswahl)
- 2023 Inventing the Extended Family in Colonial Dahomey/Benin. In: Erdmute Alber, David Warren Sabean, Simon Teuscher and Tatjana Thelen (Hrsg.): The Politics of Making - Kinship. Historical and Anthropological Perspectives. New Yorck, Oxford: Berghahn Books: 296-323
- 2019 Women in Benin. In: Oxford Encyclopedia of African Women’s History. Oxford: Oxford University Press, 2019.
- 2019 Politics of Kinship: Child Fostering in Dahomey/Benin. Cahiers d´Études Africaines, vol. 234, pp. 359-375
- 2018 Irresponsible Boys, Promiscuous Girls: Maturity, Gender, and Rape Myths in the Criminal Tribunals of Colonial Dahomey, 1924–1940. La Revue d’histoire de l’enfance “irrégulière”, (numero 20), November 2018, pp. 67-84.
- 2018 « Préparer la Retraite »: New Age-Inscriptons in West African Middle Classes. Anthropology & Aging, vol. 39/1, pp. 66-81
- 2014 Familie in Afrika. In: Paul B. Hill, Johannes Kopp (Hrsg.): Handbuch Familiensoziologie. Wiesbaden: Springer. 147-178. (mit Jeannett Martin)
- 2013 „A qui appartiennent les enfants?“ Des norms et des practices de parenté sociale en Afrique de l’Ouest. In: Ute Fendler, Liliana Feierstein (Hrsg.): Enfances? Représentation de l’enfance en Afrique et en Amérique Latine. München: Akademische Verlagsgemeinschaft. 69-85
- 2012 Verwandtschaft in Afrika: Transformationsprozesse im 20. Jahrhundert. In: Thomas Bierschenk, Eva Spies (Hrsg.): 50 Jahre Unabhängigkeit in Afrika: Kontinuitäten, Brüche, Perspektiven. Köln: Rüdiger Köppe.
- 2012 Pflegevater – Pflegemutter – Kind. In: an.schläge, Nov 2012, Wien: CheckArt. 25-27.
- Schooling or Working? How family decision processes, children’s agencies and state policy influence the life path of children in northern Berlin. In: Gerd Spittler, Michael Bourdillon (Hrsg.): African Children at Work. Working and Learning in Growing Up for Life. Beiträge zur Afrikaforschung, Bd. 52. Münster: lit. 169-194.
- 2012 Kinderhandel in Westafrika? Nationale Kinderschutzinitiativen und die Problematik der Mädchenarbeit in Nordbenin. In: Heinz Heinen (Hrsg.):  Kindersklaven – Sklavenkinder. Schicksale zwischen Zuneigung und Ausbeutung in der Antike und im interkulturellen Vergleich. Beiträge zur Tagung des Akademievorhabens Forschungen zur antiken Sklaverei. Stuttgart: Franz Steiner. 43-62.
- 2011 Bindung und Fürsorge als Leitmotiv im westafrikanischen Beziehungsgeflecht. In: Hans Bertram, Nancy Ehlert (Hrsg.): Familie, Bindungen und Fürsorge. Familiärer Wandel in einer vielfältigen Moderne. Opladen: Barbara Budrich. 533-556. (Mit Tabea Häberlein)
- 2010 No School without Foster Families in Northern Benin: A Social Historical Approach. In: Haldis Haukanes, Tatjana Thelen (Hrsg.): Parenting after the century of the child. Tavelling ideals, institutional negotiations and individual responses. Aldershot: Ashgate. 57-78.
- 2009 Ethnologische Generationenforschung in Afrika. In: Harald Künemund, Marc Szydlik (Hrsg.): Generationen – multidisziplinäre Forschung. Martin Kohli zum 65. Geburtstag. Wiesbaden: Verlag für Sozialwissenschaften. 105-118.